# MILLION TAG
『MILLION TAG』（ミリオンタッグ）は、2021年7月2日からYouTube・ジャンプチャンネルで配信されるオーディション番組、漫画制作バラエティ番組。

## 内容
マンガ誌アプリ「少年ジャンプ+」を運営する集英社が企画する新漫画賞「MILLION TAG」（ミリオンタッグ）の最終選考過程を追うオーディション番組。集英社の編集者と新人漫画家が6組のタッグを組み、課題に取り組む様子を送る。優勝タッグは「賞金500万円」「少年ジャンプ＋での連載確約」「コミックス発売」「アニメ制作」の特典が与えられる（アニメ作品はNetflixアニメとして制作）。
「少年ジャンプ＋」のブランド力向上のために賞を考案したが、企画立案した時点では「番組として配信するといったことは、まったく考えていませんでした」と企画者の一人であるジャンプ＋編集長の細野修平は述べている。漫画家の魅力はもちろん、編集者、編集力を伝えるため、打ち合わせシーンを重点的に入れている。別編集部の編集者を入れたのは、編集者の個々の考え方の個性を見せるためとしている。出演者の李は本番組を『リアル版バクマン。』と例えている。
アニメ化を副賞として盛り込むのは出版社主催の漫画賞としては初。今までになかったこと、ハードルに見合う商品の提供という意味から盛り込んだが、同じく企画担当で出演も行う林は「今から思うと、ちょっと無茶がある（笑）」とアニメ化に向かない漫画作品が来る想定をしていなかった旨を述べている。ただし林は「そんな作品が来てもそれはそれで面白い」と続けている。

## ルール
各タッグが原稿を製作し、締切破りを失格とした上で期日以内に投函する。制作にはスタジオジャンプ+内個室や資料室が用意される。投函作品はジャンプ+編集長、副編集長、スペシャルゲストによって審査され、1〜3位は順位付、4位以下は順位無しとして講評と共にタッグへ通達される。審査は4度行われ、途中審査1位を獲得した漫画家には漫画制作グッズや人気作家への質疑応答権が与えられる。途中審査の結果は最終審査に影響しない。

## 出演者

### スタジオMC
- 四千頭身（都築拓紀、後藤拓実、石橋遼大）[5][6]
- 佐倉綾音[5]

### VTR MC
- 土佐兄弟

## 選考経過
第1課題
テーマ「4ページ漫画完成稿」　製作期間…4日　ゲスト審査員…はじめしゃちょー(ストリーマー)
1位ぎざねこ、2位夏井、3位藤田　ご褒美…藤本タツキへのオンライン通話による質疑権

第2課題
テーマ「題材自由のネーム、キャラクターイラスト」　製作期間…2週間　ゲスト審査員…羽田圭介(小説家)
1位藤田、2位早志、3位ぎざねこ　ご褒美…スマートフォン、遠藤達哉への手紙による質疑権

第3課題
テーマ「能力バトルをテーマとしたネーム、キャラクターイラスト」　製作期間…2週間　ゲスト審査員…川島明(お笑い芸人)
1位押石、2位ぎざねこ、3位夏井　ご褒美…モデルガン、松本直也への手紙による質疑権
参加者全員を対象に賀来ゆうじの製作現場見学及び座談会を実施。

最終課題
テーマ「連載用ネーム 1話&2話、キャラクターイラスト」　製作期間…5週間　ゲスト審査員…藤本タツキ、賀来ゆうじ、小原康平(NetFlixプロデューサー)
1位藤田、2位押石、3位早志　優勝作品「BEAT&MOTION」が2023年2月25日よりジャンプ+にて連載開始。2025年1月25日に完結し、アニメ制作中と発表された。

## 参加タッグ
カッコ内は番組内での肩書、キャッチフレーズ
- 林士平（少年ジャンプ＋編集部、天才ヒットメーカー）＆藤田直樹（Mr.ネガティブ）
- 玉田純一（少年ジャンプ＋編集部、親身なベテラン）＆押石和佳（激烈エネルギッシュ）
- 岡本拓也（少年ジャンプ＋編集部、最年少）＆夏井とし（天性の構図）
- 李光朗（週刊ヤングジャンプ編集部[4]、編集者は営業）＆ぎざねこ（フェチ全開）
- ハタケヤマ（マーガレット編集部、感情が大事）＆早志ねま（武器は感情描写）
- 浅井友輔（週刊少年ジャンプ編集部、期待の若手）＆七志満＋大石ススム（熱き同級生コンビ）

## スタッフ
- ナレーション：諏訪部順一
- 主題歌：映秀。『生命の証明』
- 企画：少年ジャンプ+
- 協力：Netflix
- 製作著作：少年ジャンプ＋編集部